# JMule
JMule是一个使用Java开发的開放原始碼eDonkey网络檔案分享客户端軟體，這意味着它天生的跨平台性。JMule完全基于GNU通用公共许可证而發佈。目前的最新版本为2010年1月13日发布的JMule 0.5.8。

## 外部連結
- 官方主页
- Sourceforge项目页 （页面存档备份，存于）
- 官方论坛
- JMule截图
- JMule nightly build
- JMule on eMule Fans